# یولدوزلی
یولدوزلی (انگلیسی: Yulduzly) یک شهرک در شهرستان بوزدیاکسکی باشقیرستان کشور روسیه است.